# Taitabrilvogel
De taitabrilvogel (Zosterops silvanus) is een zangvogel uit de familie Zosteropidae (brilvogels). De vogel werd in 1935 door de vogelkundigen  James Lee Peters en Arthur Loveridge geldig beschreven. Het is een bedreigde, endemische vogelsoort  in zuidoostelijk Kenia.

## Kenmerken
De vogel is 11 tot 11,3 cm lang. Het is een relatief kleine brilvogel met een opvallend brede witte ring rond het oog van 4 mm breedte. De vogel is donkerbruin van boven, met vleugelveren die geelachtige randen hebben. De buik is grijs, de keel en onderstaartdekveren zijn groengeel. Het oog is bruin, de snavel is zwart en de poten zijn leigrijs tot lichtgrijs.

## Verspreiding en leefgebied
Deze soort is endemisch in zuidoostelijk Kenia in het noordelijk deel van de Eastern Arc Mountains (Taitaheuvels en Mount Kasigau). De leefgebieden liggen in de overgebleven natuurlijke bossen in deze berggebieden.

## Status
De taitabrilvogel heeft een beperkt verspreidingsgebied en daardoor is de kans op uitsterven aanwezig. De grootte van de populatie werd in 2022 door BirdLife International geschat op 1200 tot 9000 volwassen individuen en de populatie-aantallen nemen af door habitatverlies. Het leefgebied wordt aangetast door ontbossing en versnippering waarbij natuurlijk bos wordt omgezet in gebied voor agrarisch gebruik. Om deze redenen staat deze soort als kwetsbaar op de Rode Lijst van de IUCN.